# Hibernaculum
Dans le domaine de la zoologie, l'hibernaculum (du nom latin de la tente utilisée pour les « quartiers d'hiver » par les Romains) est le refuge, le gîte ou la partie d'un terrier qui sert à l'hibernation d'un animal isolé, comme l'ours dans sa tanière, ou d'un groupe social et familial, comme dans le cas de la marmotte.

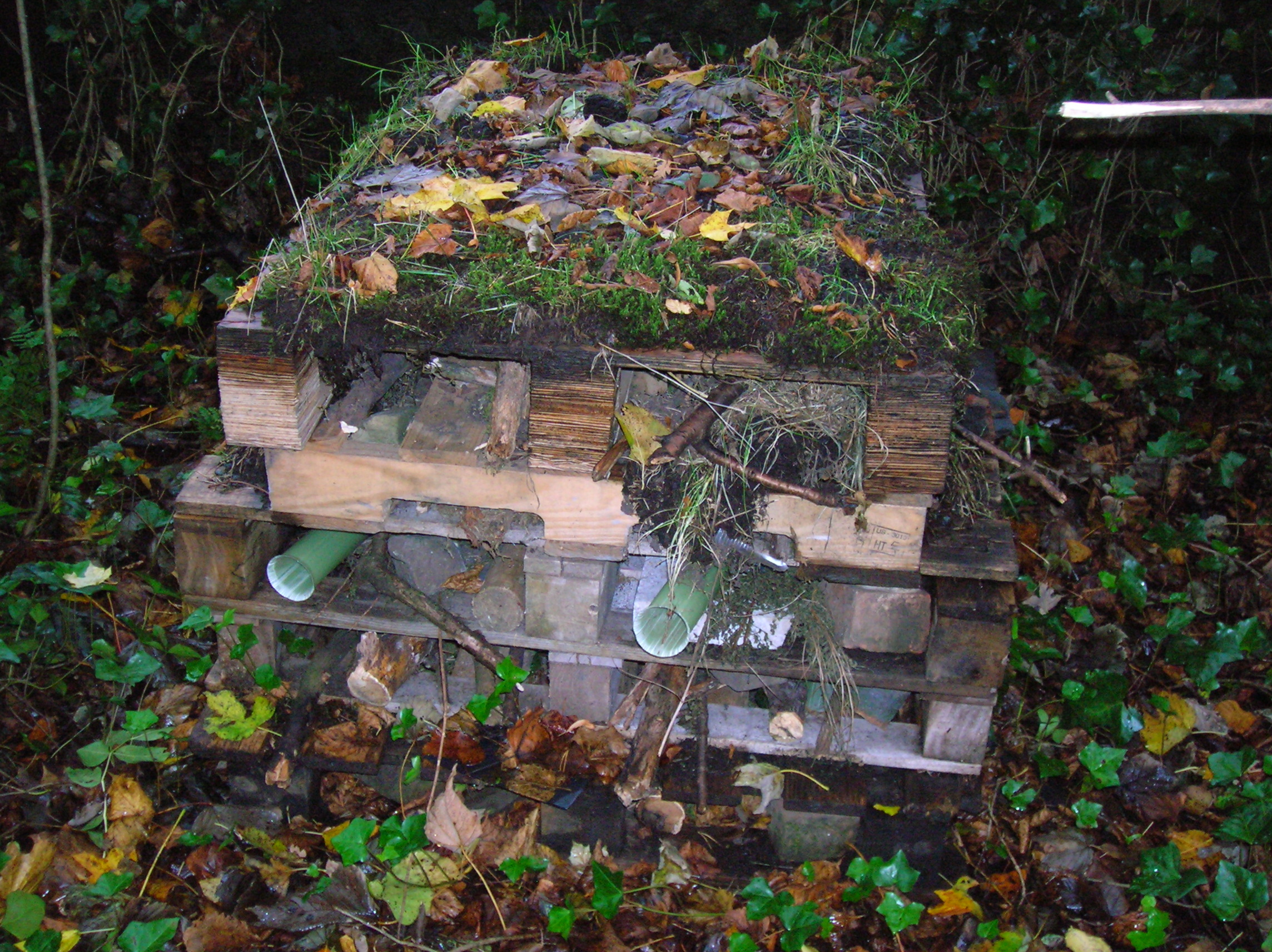
Hibernaculum artificiel pour insectes

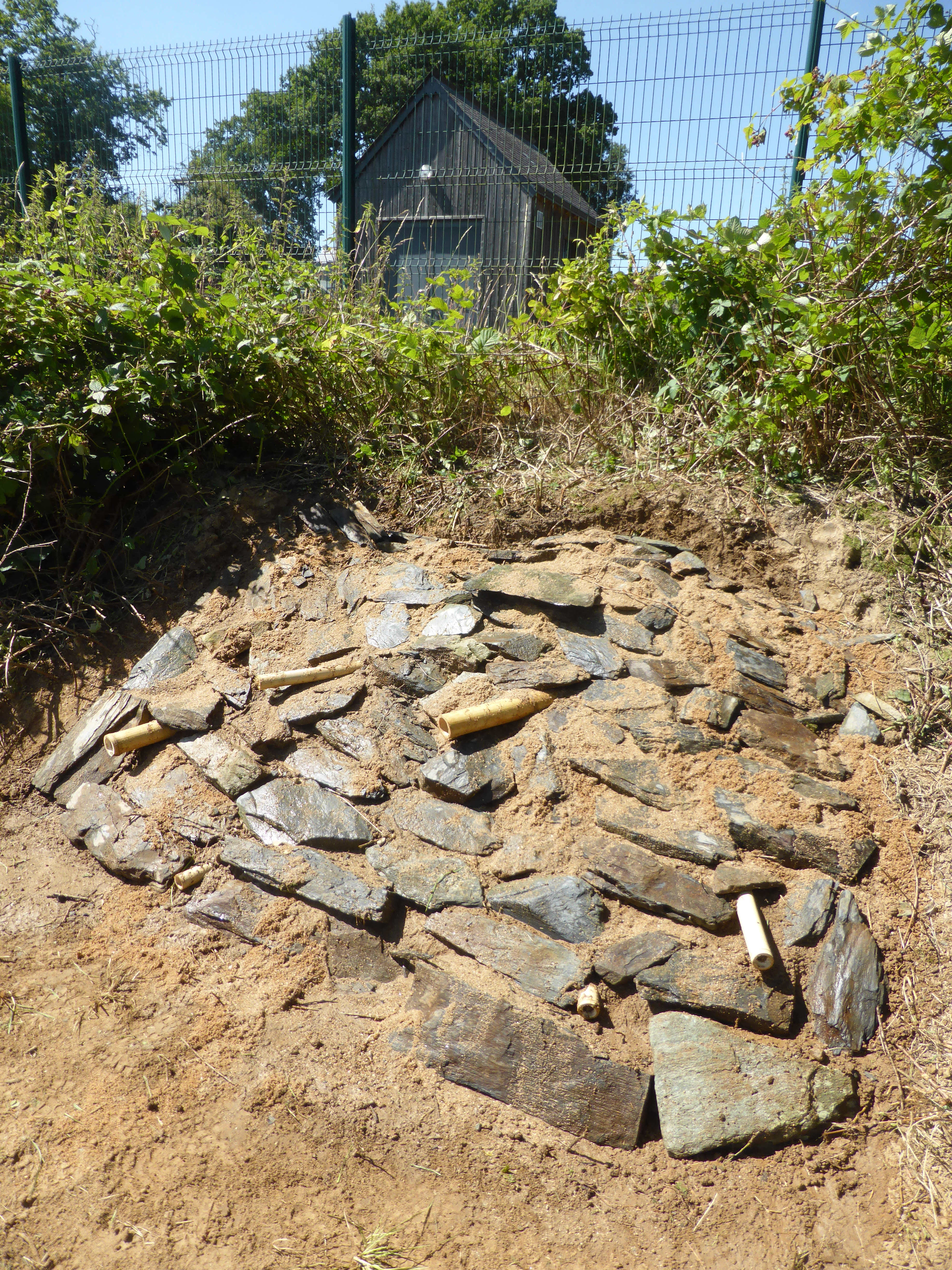
hibernaculum artificiel pour lézards

Les hibernaculums peuvent prendre des formes très variées, qui reflètent la diversité des espèces qui hibernent – insectes, amphibiens, chauves-souris, serpents, lézards, etc.

## Enjeux
Bien connaître ces habitats particuliers est important pour la biologie de la conservation et la sauvegarde de nombreuses espèces menacées. Par exemple, certaines communautés saproxylophages ont besoin de gros bois-morts, d'essences variées ; or, ce type d'habitat est de plus en plus rare dans les forêts entretenues et cultivées.

## Hivernage des papillons
En allemand, le mot hibernarium désigne aussi l'étui de feuilles et de soie que certaines chenilles de papillons utilisent pour passer l'hiver (développement du dernier stade larvaire)[pas clair].